# 산골 소녀 영자 사건
산골 소녀 영자 사건은 2001년 2월 9일에 강원도 삼척시 신기면 대평리 사무곡에서 발생한 살인 사건이다.

## 사건
전기도 안 들어오는 오지에서 살던 이영자 씨 부녀는 2000년 7월 10일부터 14일까지 방송된 인간극장에 출연한 것은 물론 LG텔레콤 광고에도 출연해 엄청난 유명세를 얻었다. 한 후원자의 도움으로 서울에서 초등학교 검정고시를 준비하기도 했다.
양 씨는 광고 출연료를 노려 이영자 씨의 아버지를 살해한 뒤 현금과 수표 등 12만 4,000원을 털어 달아났다.
후원회장이 수입을 가로챈 사건도 일어나자 그 이후 이영자 씨는 속세를 떠나 '도혜'라는 법명을 얻고 스님이 되었다.